# Xian de Luojiang
Pour les articles homonymes, voir Luojiang.
Le xian de Luojiang (罗江县 ; pinyin : Luójiāng Xiàn) est un district administratif de la province du Sichuan en Chine. Il est placé sous la juridiction de la ville-préfecture de Deyang.

## Démographie
La population du district était de 241 682 habitants en 1999.